# Bessamatic
Bei der Voigtländer Bessamatic handelt es sich um eine mechanische Zentralverschluss-Kleinbild-Spiegelreflexkamera deutscher Nachkriegsproduktion. Aufgrund ihrer technischen Ausstattung kann sie mit zu den besseren Erzeugnissen der damaligen Phototechnik gezählt werden.

## Gehäuse
Die Bessamatic besteht aus einem Metallgehäuse mit üblichem Prismenbuckel und aufsteckbarem Blitzschuh (ohne Kontakt). Eines der zentralen Bedienelemente ist wie bei den meisten Kleinbild-Spiegelreflexkameras der Schnellspannhebel, mit dessen Betätigung der Verschluss gespannt, der Film transportiert, der Spiegel bewegt und Filmzähler weiterbewegt wird. Ebenfalls ist eine Umkehr bzw. Verhinderung des Filmtransports durch einen Rückspulhebel möglich. Der Film ist beim Einlegen in die Achse und den Traktor am Ende zu knicken. Über dem Objektiv ist die Selen-Zelle des integrierten Belichtungsmessers zu erkennen, an dem die Einstellung von Filmempfindlichkeit (DIN und ASA) sowie Filterkorrekturfaktoren durch mechanische Bedienelemente auf der Kamera vorgenommen werden können. An der Seite des Kamera-Bajonetts befindet sich ein Hebel zur Einstellung des Selbstauslösers und der gewünschten Blitzsynchronisation (X und M). Das Blitzgerät wird dabei über ein externes Kabel mit der Blitzbuchse am Kameragehäuse verbunden.
Die Bessamatic verfügt wie die meisten Zentralverschlusskameras über keinen Rückschwingspiegel, d. h., dass nach Auslösung der Kamera der Sucher schwarz bleibt und der Spiegel erst nach erneutem Spannen des Verschlusses wieder in den optischen Gang herabgelassen wird. Neben dem üblichen Stativgewinde am Gehäuse verfügt die Kamera über eine angebaute kleine Dreipunktauflage für stabilen und balancierten Stand auf flacher Oberfläche. Weitere Merkmale sind ein Gewinde für einen Drahtauslöser, ein zurückszählender Filmzähler und eine durch Zweifingerverschluss gesicherte Filmklappe.
Um 1962/63 wurde die ursprüngliche Bessamatic durch das überarbeitete Bessamatic deLuxe-Modell ersetzt, das weitgehend der Bessamatic entsprach, jedoch in Details verbessert wurde. So wurden nun Verschlusszeit und Blendewerte in den Sucher eingespiegelt. Auch ein Drehknopf zum separaten Einstellen des Film-Zählwerks wurde hinzugefügt. 

## Verschluss und Wechselobjektive
Die Kamera verfügt über einen Synchro-Compur-Zentralverschluss (1–1⁄500 s., Bulb) der Firma Deckel, nach dessen Hersteller der Bajonett-Anschluss der Bessamatic als Deckel-Bajonett (DKL) bezeichnet wird und der in leicht modifizierter Form ebenfalls für die Kodak Retina-Reflex verwendet wurde. Der Blendenring ist fester Bestandteil des Verschlusses. Die mechanische Kupplung der Blende an den Verschluss erfolgt durch zwei Mitnehmer an der Rückseite des Objektivs, von denen einer für die Übertragung des eingestellten Blendenwerts, der andere für die Springblendenfunktion verantwortlich ist. Ist das Objektiv nicht an die Kamera angeschlossen, schließt sich die Blende auf die kleinste Öffnung F22. Die kleinste Brennweite des Objektivprogramms betrug 35 mm, insgesamt verfügte die Bessamatic über eine Anzahl verschiedene Wechselobjektive, besonders bemerkenswert ist das Zoomar, das erste Zoomobjektiv für 35-mm-Kameras überhaupt. Die Objektive bestanden ebenso wie die Kamera aus hellem Metall.
Die letzte Version der Bessamatic deLuxe hatte wie die unten dargestellte Bessamatic m einen Syncro-Compur-X-Verschluss. 
Objektivprogramm:
Weitwinkel:
- Skoparex 1:3,4 / 35 mm
- Skopagon 1:2 / 40 mm

Normal:
- Color-Skopar X 1:2,8 / 50 mm
- Color-Lanthar 1:2,8 / 50 mm
- Septon 1:2 / 50 mm

Tele:
- Dynarex 1:3,4 / 90 mm
- Dynarex 1:4,8 / 100 mm (nur 1960 und 1964 produziert)
- Super-Dynarex 1:4 / 135 mm
- Super-Dynarex 1:4 / 200 mm
- Super-Dynarex 1:5.6 / 350 mm

Zoom:
- Zoomar 1:2.8 / 36–82 mm

## Belichtungssteuerung
Im Vergleich zu heutigen, weitgehend automatisierten Spiegelreflexkameras erfordert die Bessamatic eine gewisse, allerdings weitestgehend durch die Kamera unterstützte, Einstellarbeit durch den Photographen. Die Bedienung ist durch den durchdachten Aufbau und die technischen Hilfen schon bald intuitiv möglich. 
Die Anzeige, manuelle Nachführung und damit Abgleich der eingestellten Belichtung und des Belichtungsmesswertes finden im Sucher anhand zweier Zeiger statt, die zur Deckung gebracht werden müssen. Ein Zeiger steht dabei für Zeit und Blende gekuppelt, der andere für den Messwert. 
Die Einstellung der Blende und der Zeit erfolgt durch Einstellringe am Verschluss mit gegenläufiger, mechanisch gekuppelter Blende. Eine genaue Anzeige der jeweiligen Schärfentiefe ist über zwei rote Zeiger am Objektiv möglich, deren Position mit der Blende zusammen eingestellt wird und die jeweils die Grenzen des Schärfetiefenbereichs auf der Entfernungsskala anzeigen. Die Fokussierung des Objektivs wird mit Korrektur über den optischen Entfernungsmesser im Sucher (Prismenring und Schnittkantenlinie) erleichtert.

## Bessamatic m
Als günstigere Alternative zur Bessamatic brachte Voigtländer 1964 die Bessamatic m als vollmanuelle und vollmechanische Spiegelreflexkamera auf den Markt. Das Gehäuse basierte auf der überarbeiteten deLuxe-Version der Bessamatic und unterschied sich von ihm durch Fehlen des integrierten Selen-Belichtungsmessers sowie Einstellhilfen (d. h. des Schnittbildindikators) auf der Mattscheibe des Suchers. Des Weiteren wurde mit dem Synchro-Compur-X-Verschluss eine leicht modifizierte Variante des Bessamatic-Verschlusses verwendet, bei dem die M-Blitzsynchronisation entfiel. Das gesamte Objektiv-Programm des Bessamatic-/Ultramatic-Systems ist an der Bessamatic m verwendbar.
Aufgrund ihrer geringen Stückzahl von ca. 9300 Kameras ist die Bessamatic m ein gesuchtes Sammlerobjekt.

## Bessamatic CS
Die letzte Version der Bessamatic vor Einstellung des Bessamatic-/Ultramatic-Systems war die Bessamatic CS (hergestellt ca. 1966–1969), die noch mehr Übereinstimmungen mit der Bessamatic deLuxe besitzt als die Bessamatic m. Es handelte sich hier um eine Version der Bessamatic deLuxe mit Cadmiumsulfid (CdS)-Belichtungsmesser, der innerhalb des Kameragehäuses platziert wurde und somit TTL-Belichtungsmessung erlaubte. Da eine CdS-Zelle im Gegensatz zu einer Selen-Zelle eine externe Stromquelle benötigt, wurde vorne an dem Prismenbuckel ein Batteriefach für die inzwischen nicht mehr erhältlichen Quecksilberoxid-Zink-Knopfzellen installiert.